# Sara Waisglass

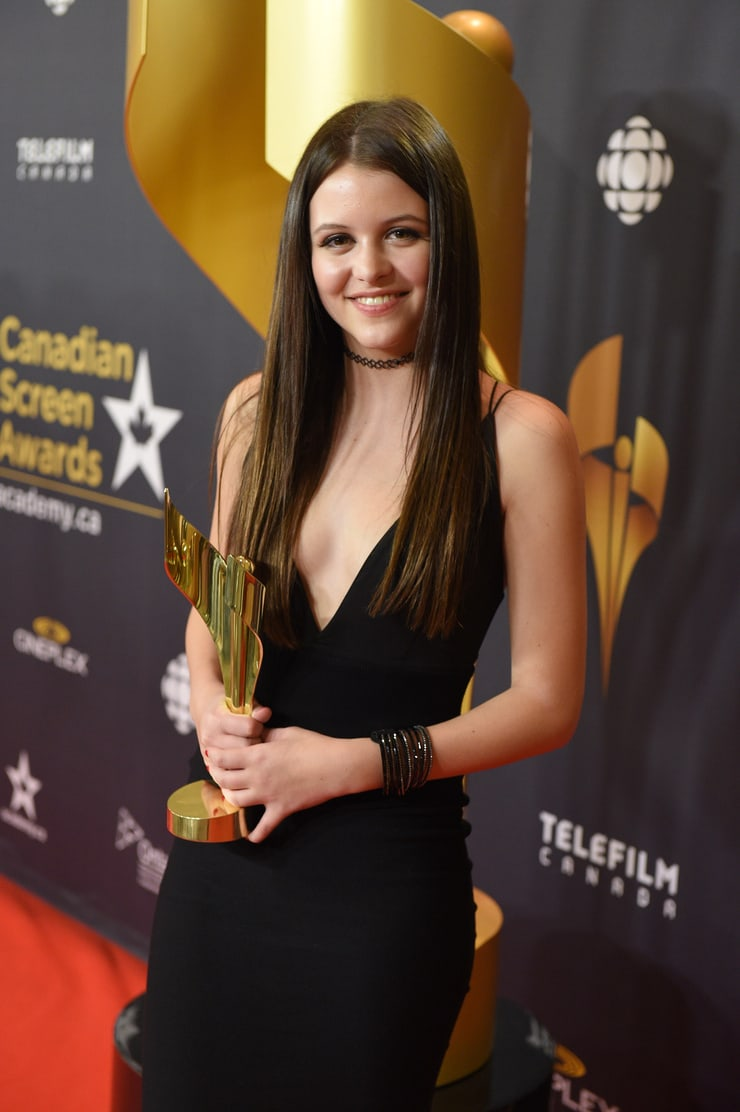
Sara Waisglass

Sara Waisglass (Toronto, 3 luglio 1998) è un'attrice canadese.

## Biografia
Sara è nata a Toronto, in Canada, ed è figlia di Jeff e Tess Waisglass, inoltre ha una sorella maggiore, Carly.
Ha iniziato la sua formazione alla Earl Haig Secondary School e l'ha conclusa alla York University, dove si è diplomata in sceneggiatura, difatti ha sempre preferito coltivare la sua passione per la recitazione, piuttosto che studiare.

## Carriera
È principalmente nota per aver recitato nel pluripremiato dramma canadese Degrassi nel ruolo di Frankie Hollingsworth in sei stagioni, che l'ha consolidata come una delle migliori giovani attrici canadesi. È entrata a far parte del cast dalla quarta stagione di Degrassi: The Next Generation e ha partecipato, man a mano, a tutti i seguenti progetti: Degrassi: Minis, Degrassi: Don't Look Back e Degrassi: Next Class.
Il 15 agosto 2019 viene ingaggiata da Netflix per il ruolo di Maxine "Max" Baker nella serie televisiva Ginny & Georgia.

## Filmografia

### Attrice

#### Cinema
- Afterwards, regia di Gilles Bourdos (2008)
- Life, regia di Anton Corbijn (2015)
- Mary Goes Round, regia di Molly McGlynn (2017)
- An Assortment of Christmas Tales in No Particular Order, regia di Chris Agoston, Clara Altimas, Nabil Badine e Neil Huber (2019)
- Legami Pericolosi (Tainted), regia di Brent Cote (2020)
- Suze, regia di Dane Clark e Linsey Stewart (2023)

#### Televisione
- The Jane Show - serie TV, episodio 2x11 (2007)
- Overruled! - serie TV, 29 episodi (2009-2010)
- Degrassi: The Next Generation – serie TV, 44 episodi (2013-2015)
- Degrassi: Minis - serie TV, episodio 8x05 (2014)
- Degrassi: Don't Look Back, regia di Philip Earnshaw - film TV (2015)
- Holiday Joy, regia di Kirk D'Amico - film TV (2016)
- Degrassi: Next Class – serie TV, 37 episodi (2016-2017)
- The Good Doctor – serie TV, episodio 1x04 (2017)
- Killjoys – serie TV, 2 episodi (2017)
- Suits – serie TV, 2 episodi (2018)
- Holly Hobbie – serie TV, 18 episodi (2018-2022)
- October Faction – serie TV, 8 episodi (2020)
- Ginny & Georgia – serie TV, 30 episodi (2021-in corso)

#### Cortometraggi
- Watering Mr. Cocoa, regia di Mark Cutforth (2008)
- Sled Serious, regia di Neil Huber (2018)

## Riconoscimenti
Young Entertainer Awards
- 2016: Candidatura alla miglior attrice di supporto in una serie televisiva per Degrassi: The Next Generation

The Joey Awards
- 2019: Candidatura al miglior cast in una serie televisiva o webserie per Holly Hobbie

## Doppiatrici italiane
Nelle versioni in italiano dei suoi film e delle sue serie TV, Sara Waisglass è stata doppiata da:
- Veronica Benassi[4] in Degrassi: Next Class[5]
- Serena Ventrella in Killjoys
- Valentina Stredini in October Faction
- Lucrezia Marricchi[6] in Ginny & Georgia[7]